# Jürgen Dieter
Jürgen Gisbert Dieter (* 8. März 1955 in Lampertheim) ist ein deutscher Politiker der SPD.

## Leben
Nach dem Abitur 1973 am Gymnasium in Worms nahm Dieter ein Studium der Rechtswissenschaften an der Universität Mannheim auf, das er 1977 mit dem Ersten Juristischen Staatsexamen abschloss. Danach absolvierte er das Rechtsreferendariat in Darmstadt. 1980 legte er das Zweite Staatsexamen in Wiesbaden ab und 1982 wurde er mit dem Dissertationsthema Gesetzliche und tarifliche Grundlagen für die Tätigkeit gewerkschaftlicher Vertrauenleute zum Doktor der Rechte promoviert. Von 1981 bis 1982 war er als Richter beim Amtsgericht Groß-Gerau und von 1982 bis 1983 sowie erneut von 1987 und 1989 als Richter beim Landgericht Darmstadt tätig. Im Oktober 1984 erfolgte seine Zulassung als Rechtsanwalt.
Dieter trat in die SPD ein und wurde in den Vorstand des SPD-Unterbezirks Bergstraße gewählt. Er war ab 1977 Stadtverordneter in Lampertheim und ab 1981 Mitglied im Kreistag des Landkreises Bergstraße, unter anderem als stellvertretender Vorsitzender der SPD-Fraktion.
Bei der Landtagswahl 1983 wurde er erstmals als Abgeordneter in den Hessischen Landtag gewählt, dem er zunächst bis 1987 angehörte. Am 25. Juli 1989 rückte er über die Landesliste der SPD für den ausgeschiedenen Abgeordneten Willi Görlach in den Landtag nach und bei der Landtagswahl 1991 wurde sein Mandat bestätigt.
Nach der Wahl zum Bürgermeister seiner Heimatstadt Lampertheim legte Dieter am 31. März 1994 das Landtagsmandat nieder. Vom 1. April 1994 bis zum 31. August 1997 bekleidete er das Amt als erster direkt gewählter Bürgermeister der Stadt Lampertheim.
Seit 1997 ist Dieter Direktor des Hessischen Städtetages, davon in turnusmäßigem Wechsel von 2008 bis 2013 sechs Jahre als Geschäftsführender Direktor. Sein Fachbereich ist das Feld der Finanzen, insbesondere der kommunale Finanzausgleich.
Im Jahr 2006 bewarb sich Dieter aus der schwierigen Position des „Kandidaten von außen“ auf Vorschlag der SPD vergeblich für das Amt des Oberbürgermeisters in Heidelberg. Er schied im ersten Wahlgang am 22. Oktober 2006 mit nur 12,8 Prozent der Stimmen aus, obwohl er von der damals amtierenden Heidelberger Oberbürgermeisterin Beate Weber (SPD), dem Heidelberger Grafiker und Präsidenten der Berliner Akademie der Künste Klaus Staeck sowie von Lothar Binding (SPD) unterstützt wurde.